# ʻOkina
O ʻokina é a letra que transcreve a consoante oclusiva glotal no havaiano. Ela não tem formas distintas de maiúsculas e minúsculas, e é representada eletronicamente pela vírgula invertida: ʻ.
Uma parada glotal fonêmica também existe em muitas outras línguas polinésias; elas geralmente são escritas com uma letra semelhante a um apóstrofo.